# Palazzo Borgherini-Rosselli del Turco
Palazzo Borgherini poi Rosselli Del Turco si trova in Borgo Santi Apostoli 17, angolo con piazza del Limbo a Firenze.

## Storia
Verso il 1507 Salvi Borgherini commissionò a Baccio d'Agnolo un palazzo su alcuni terreni da poco comprati dagli Altoviti e sull'ultima porzione esistente del cimitero del Limbo. Il Palazzo, completato entro il 1530, venne costruito a ridosso dell'antica chiesa di Santi Apostoli, arrivando a seguire il profilo delle cappelle della navata sinistra e dell'abside, tanto da avere un inconsueto profilo a zig-zag sul lato meridionale. L'architetto fu impossibilitato a creare al centro del palazzo il consueto cortile centrale porticato per via della particolare conformazione in pianta, e lo sostituì con un atrio più semplice dal quale le stanze prendessero luce e aria.
Verso il 1530 Margherita Acciaiuoli, maritata con Piefrancesco Borgherini, stanca forse dell'angusto cortile che impediva di avere un giardino, fece acquistare due case antistanti al palazzo, all'angolo con via del Fiordaliso e appartenenti agli Altoviti, per creare un orto-giardino ancora esistente. Pierfrancesco fu un mecenate d'arte, infatti in occasione delle sue nozze si era fatto dipingere il mobilio della stanza da letto (la testa del letto, i cassoni, ecc.) da un team d'artisti d'eccezione, come testimonia il Vasari, che annoverava Pontormo, Andrea del Sarto, Francesco Granacci e il Bachiacca. Queste opere, che all'epoca godettero di una notevole fama (Cosimo I voleva inviarle in omaggio a Francesco I di Francia, ma Margherita si oppose) sono ora sparse in vari musei: per esempio, le pitture di Andrea del Sarto sono agli Uffizi.

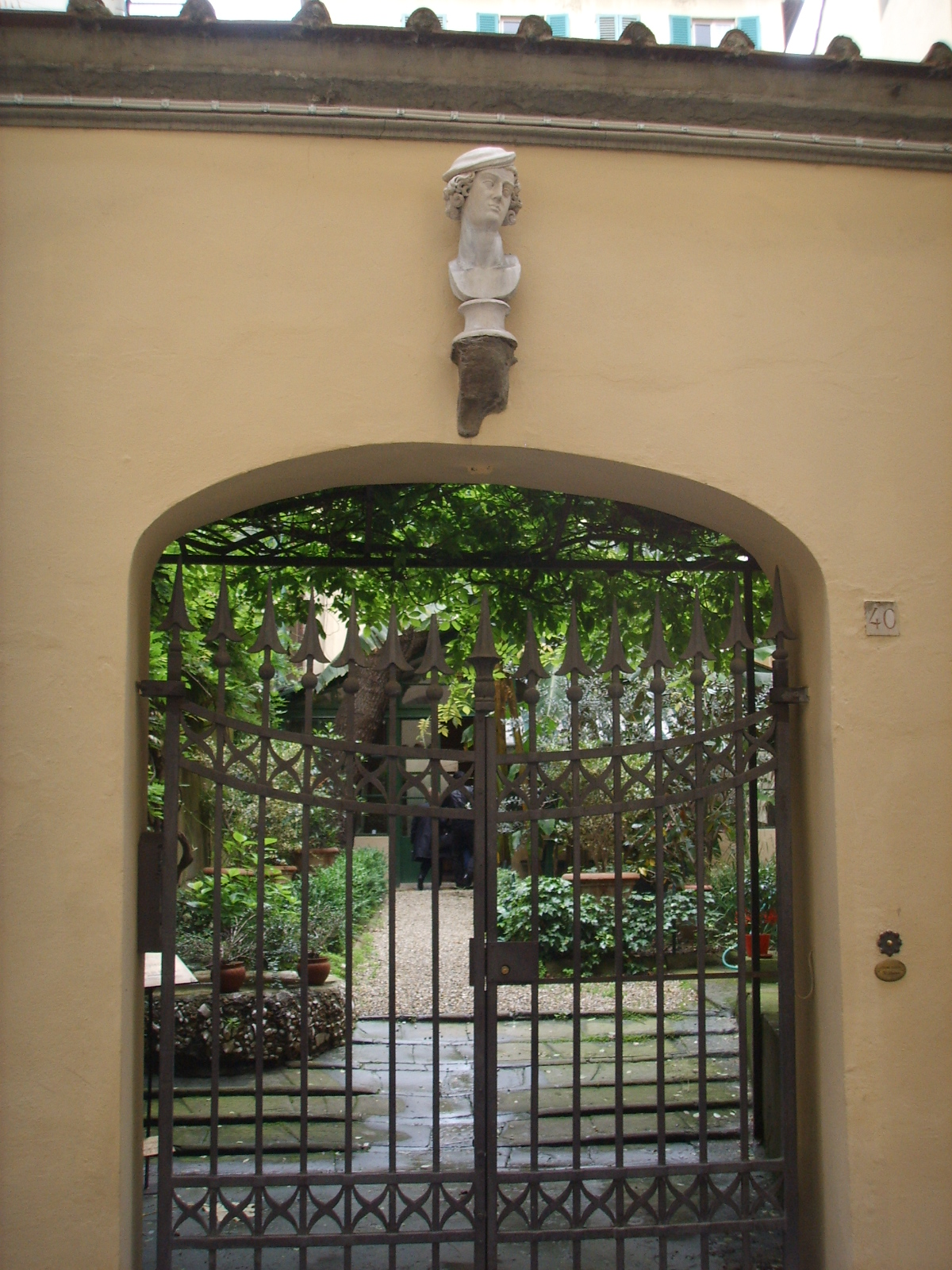
Il giardino privato

Nel 1750 il palazzo fu ceduto a Giovanni Antonio, Stefano e Girolamo Rosselli del Turco, insieme al giardino e ad altri fabbricati adiacenti. Questa famiglia si è occupata del restauro e della conservazione del palazzo senza aggiunte successive significative. Oggi è di proprietà dei loro discendenti nonché una delle sedi del College of Higher Education di diritto britannico European School of Economics, che qui tiene corsi di laurea e master nel settore economico. Il palazzo ospita anche la sede operativa dell'associazione Fiorentini nel Mondo e la sede didattica dell'Arciconfraternita di Parte Guelfa. Nel Palazzo ha sede, sin dal 1950, la Pensione Alessandra, divenuta poi Hotel Alessandra, gestita dalla Fam. Gennarini sin dal 1970 che rappresenta una delle strutture ricettive più longeve della città.

## L'interno
Al pian terreno c'è il vestibolo con eleganti capitelli ed alcune stanze che venivano usate per le attività mercantili dei Borgherini, mentre un'altra stanza con volta a botte permetteva di accedere su piazza del Limbo. Uno scalone da qui portava ai magazzini seminterrati.
Lo scalone per i piani superiori si trova con accesso dall'atrio e costeggia la parete che confina con la navata della chiesa.
Al primo piano le stanze erano usate per la vita familiare. Il salone principale è rivolto verso il borgo, e sono presenti varie camere. Accanto all'antica camera nuziale dei Borgherini si trova una cappellina (6,40 x 1,60 metri), che aveva una finestrella con grata aperta direttamente sul cleristorio della navata sinistra della chiesa, dalla quale si poteva assistere alle funzioni religiose. L'interno della cappella è decorato da pitture a monocromo con cherubini e altri soggetti religiosi e sull'altare presenta un busto ligneo di una Madonna con bambino.
L'interno fu decorato, tra gli altri, da Benedetto da Rovezzano, amico e collaboratore di Baccio d'Agnolo, con il quale stava lavorando anche al nuovo portale della chiesa dei Santi Apostoli. I due artisti scolpirono per Palazzo Borgherini probabilmente un camino ciascuno. Quello di Benedetto da Rovezzano era nel salone ed era caratterizzato da decorazioni a bassorilievo; oggi si trova al Museo Nazionale al Bargello. Il secondo è ancora nel palazzo in una sala al primo piano ed è caratterizzato da un solenne linearismo senza decorazioni, tipico dello stile di Baccio d'Agnolo.
All'intervento di Baccio d'Agnolo è ascrivibile anche l'altana all'ultimo piano, anche se forse realizzata in un secondo momento.

## Il lato su piazza del Limbo

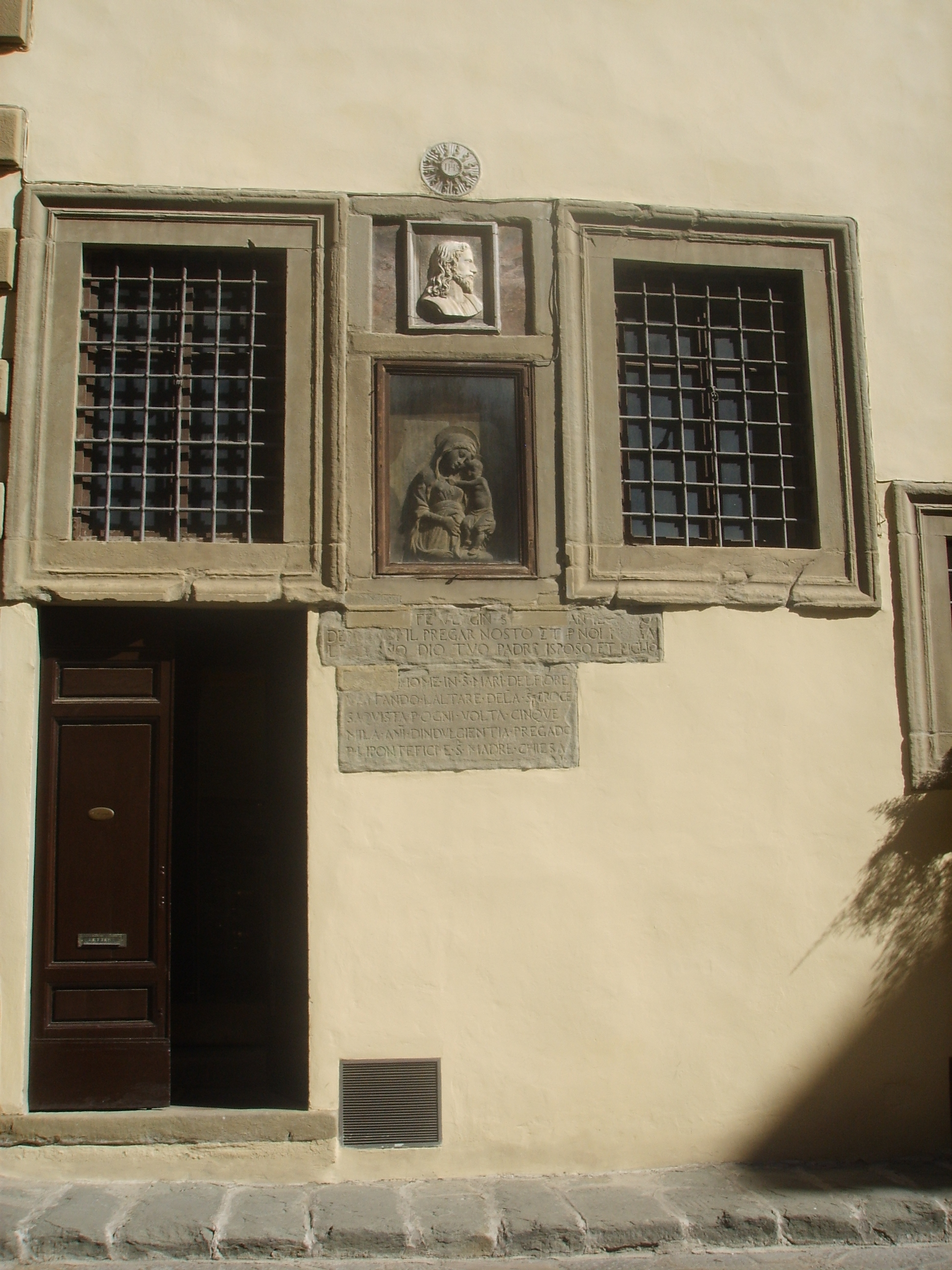
Il lato di Palazzo Borgherini verso piazza del Limbo, come i bassorilievi e le iscrizioni

Su piazza del Limbo il lato corto del palazzo presenta varie targhe e iscrizioni: un monogramma di Cristo e un piccolo ritratto di profilo, una Madonna con bambino scolpita a bassorilievo, tradizionalmente attribuita a Benedetto da Maiano, e due epigrafi in pietra serena di carattere devozionale.
Il bassorilievo mariano potrebbe anche essere invece la copia di un'opera simile in via della Chiesa, presso San Frediano in Cestello, attribuita a Francesco di Simone Ferrucci.
Sulla cantonata lo stemma appartiene ai Borgherini.

## Altre immagini

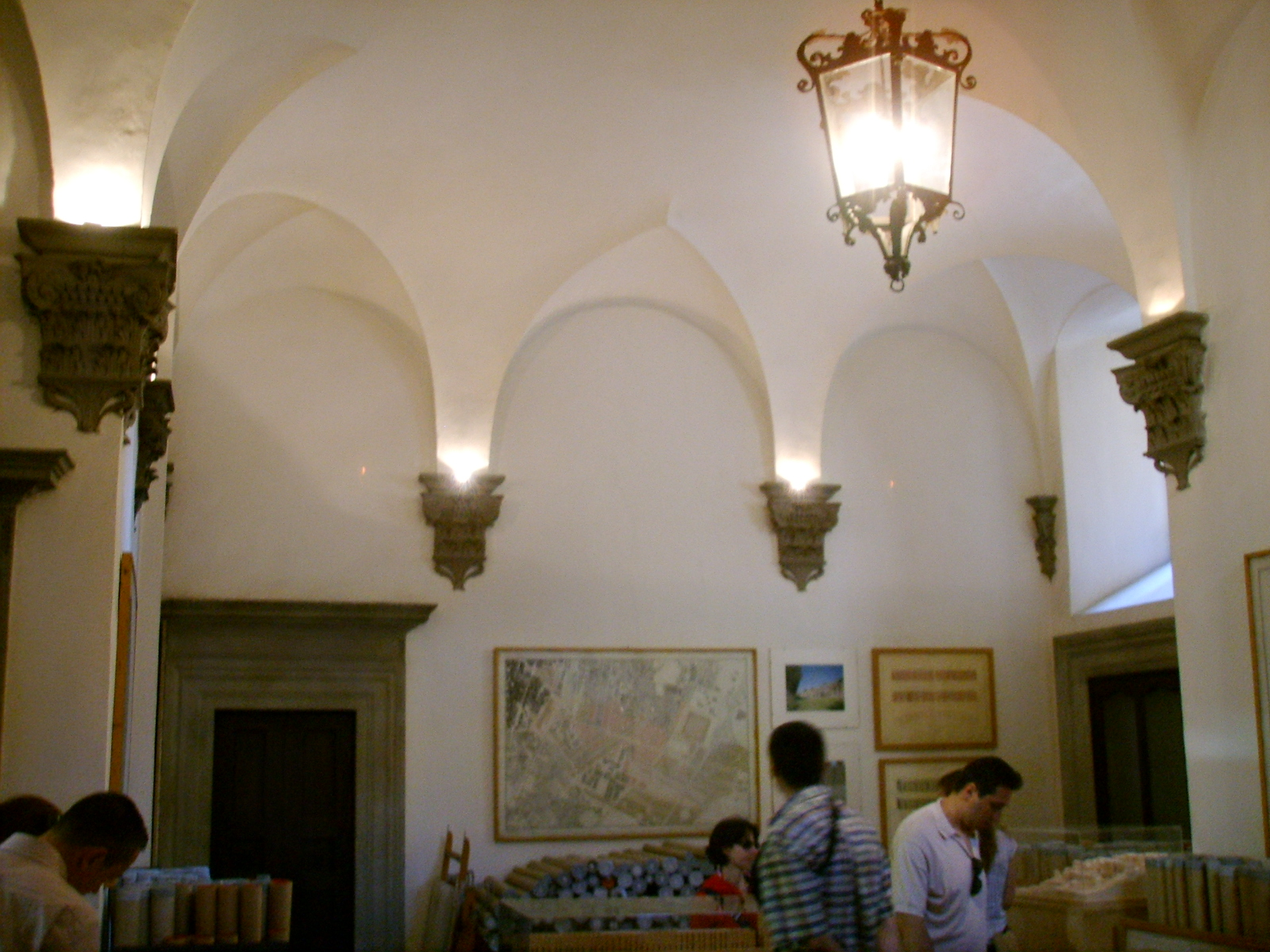
L'atrio
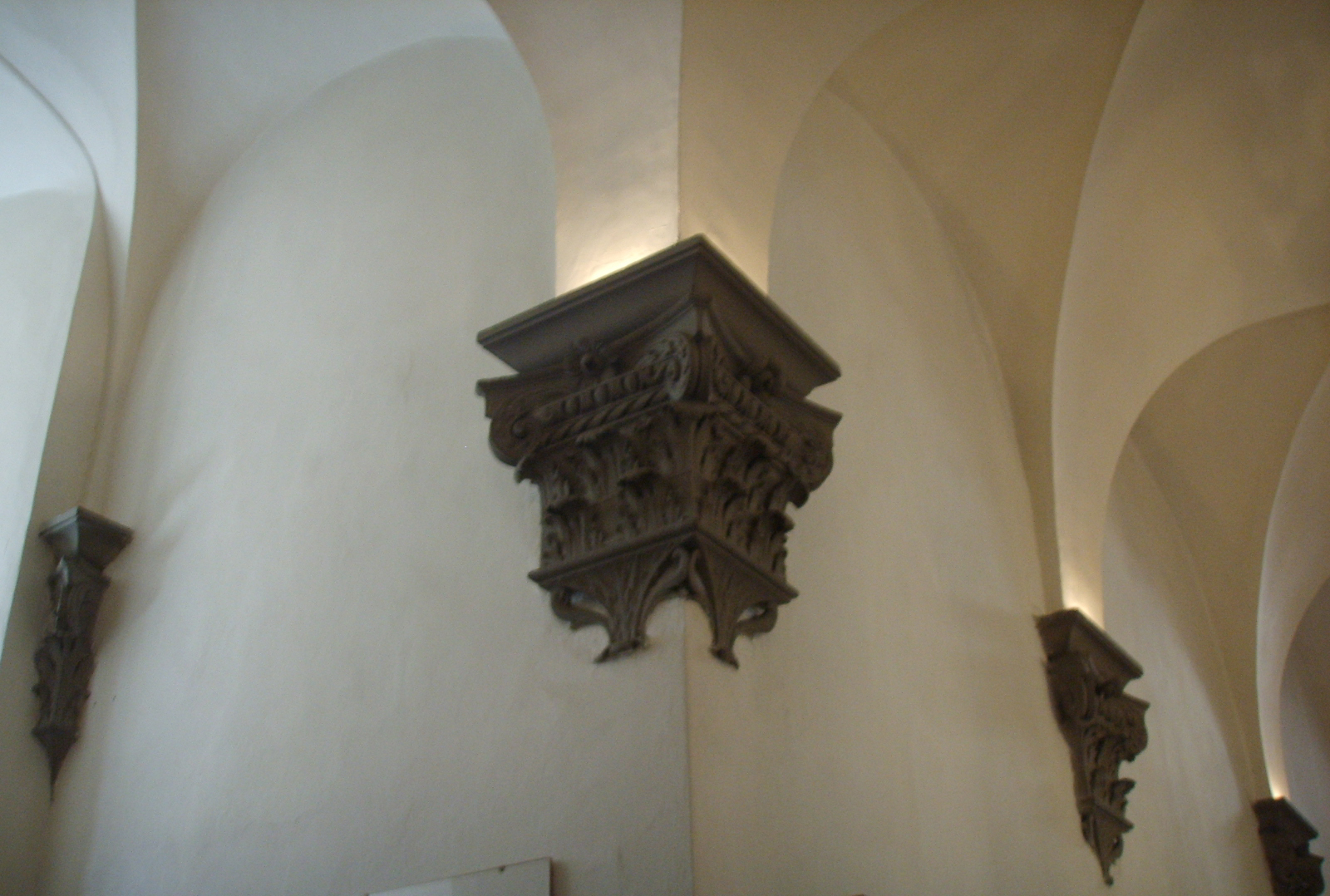
Capitello nell'atrio
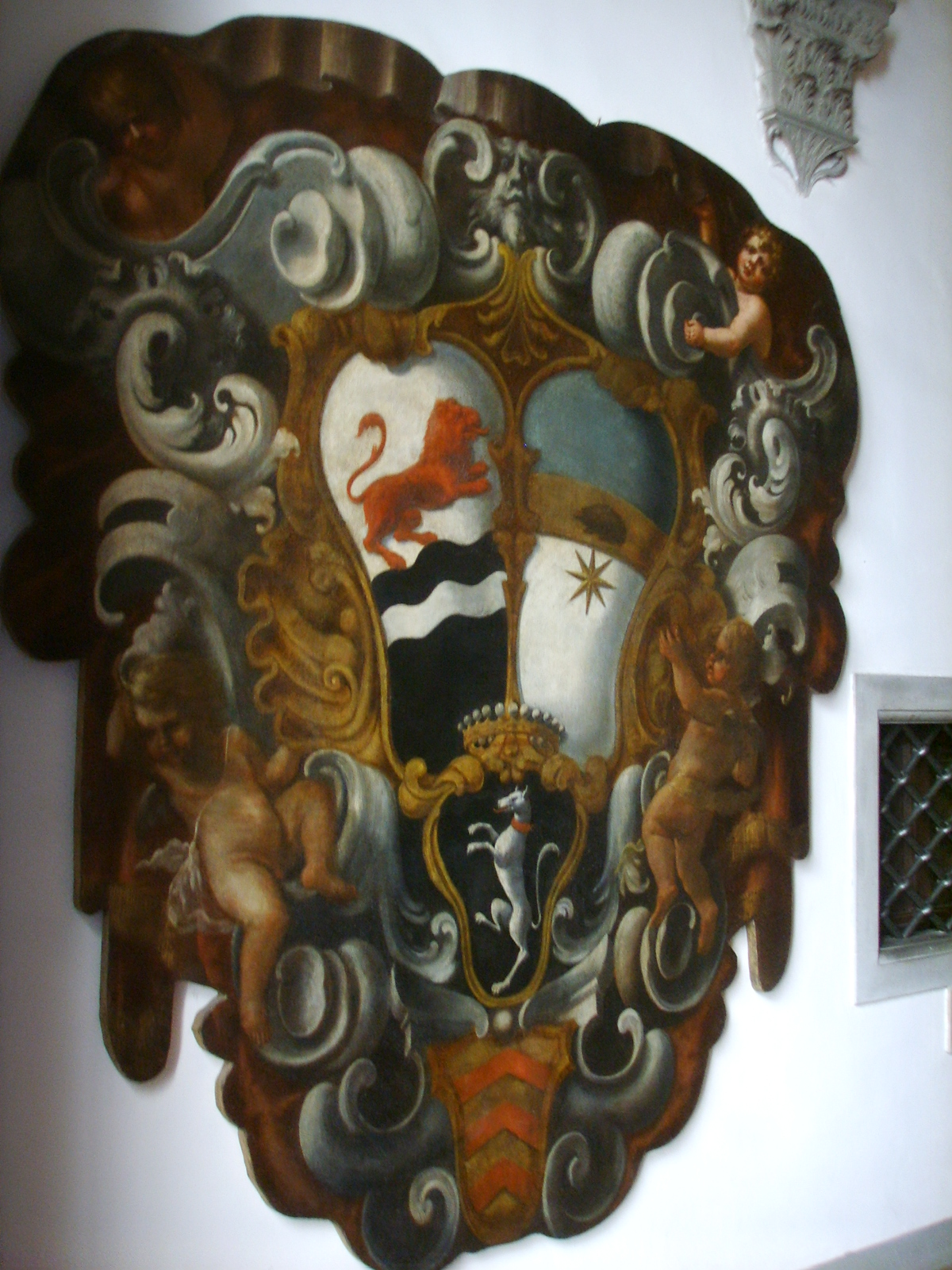
Stemma dipinto